# Ptenomela sodalis
Ptenomela sodalis är en skalbaggsart som beskrevs av Waterhouse 1881. Ptenomela sodalis ingår i släktet Ptenomela och familjen Rutelidae. Inga underarter finns listade i Catalogue of Life.